# Голубовка (Восточно-Казахстанская область)
Голубовка (каз. Голубовка) — исчезнувшее село в Катон-Карагайском районе Восточно-Казахстанской области Казахстана. 

## Географическое положение
Располагалось на территории Коробихинского сельского округа, в 7 км к северо-востоку от села Коробиха, в месте слияния рек Тесная и Черемошка.

## Население
На карте 1961 г. в Голубовке значится 32 жителя.